# Grande mosquée de Paramaribo
La grande mosquée de Paramaribo ou mosquée de la Keizerstraat (néerlandais : moskee Keizerstraat ; espagnol : mezquita de Keizerstraat ; arabe : مسجد كيزيرسترات) est un lieu de culte musulman ahmadi de Paramaribo au Suriname.

## Histoire
Le Suriname est le pays d'Amérique avec le plus fort taux de musulmans, comprenant entre 14%, et 20% de fidèles. La communauté de la ville s'est organisée à partir de 1929 avec l'association islamique du Suriname, rapidement suivie par un premier lieu de culte ; inaugurée en août 1932, il s'agissait d'une œuvre rectangulaire en bois et déjà pourvue de minarets. Situé Keizerstraat (rue du Kaiser), elle est adjacente à la synagogue Neve Shalom et proche d'autres églises,. Le boxeur et activiste Cassius Clay visite le bâtiment en avril 1979. Le site est complètement revu et agrandi, puis rouvert le 27 juillet 1984 ou 1988 avec des minarets hauts de 29 m. Siège national officiel et seule mosquée du mouvement Ahmadiyya de Lahore depuis 2000, le site est donc majoritairement tourné vers l'obédience ahmadi, qui représente environ 11% des musulmans et 2% des habitants du territoire. L'édifice est ouvert chaque jour de 08h00 à 11h00.